# Rebel Without a Pause
Rebel Without a Pause è un brano musicale del gruppo rap Public Enemy, incluso nell'album It Takes a Nation of Millions to Hold Us Back e pubblicato come singolo nel 1987 (lato B: Sophisticated Bitch).
Il titolo della canzone è un gioco di parole sul titolo originale del film Gioventù bruciata (Rebel Without a Cause) del 1955.
La rivista Rolling Stone la classica al quattordicesimo posto delle migliori canzoni hip hop di tutti i tempi.

## Descrizione
Rebel Without a Pause fu la prima traccia incisa per It Takes a Nation of Millions to Hold Us Back. Il gruppo aveva recentemente terminato una tournée con i colleghi della Def Jam LL Cool J ed Eric B. & Rakim, tra gli altri. Secondo quanto riferito da Chuck D., i Public Enemy sentivano che il loro precedente album Yo! Bum Rush the Show era già "datato", poiché nel frattempo le tecniche di produzione in sala d'incisione erano progredite. Chuck D e il leader dei Bomb Squad Hank Shocklee volevano essere all'avanguardia del rap invece che seguirne la scia, quindi decisero di aumentare il ritmo e la velocità dei pezzi per distinguersi dal resto della scena hip hop contemporanea. Il gruppo aveva già cominciato a sperimentare beat più veloci durante i concerti e amava l'aggiunta di energia che infondeva nel pubblico, così decise di volere incidere un album intero per catturare l'intensità delle esibizioni dal vivo.
Shocklee ebbe l'idea di campionare un glissando di sax alto dal brano strumentale The Grunt dei The J.B.'s, che divenne parte integrante del caratteristico sound della canzone. Il medesimo glissando fu utilizzato, questa volta al contrario, in un'altra traccia dei Public Enemy, Terminator X To the Edge of Panic. Dato che The Bomb Squad non riusciva a trovare un campionamento di batteria che andasse bene per il pezzo e che traducesse quello che avevano in mente, fu quindi Flavor Flav, che era il miglior batterista nel gruppo, a suonare un ritmo originale alla drum machine per tutta la durata della canzone. Chuck D scrisse le sue rime in meno di un giorno mentre si trovava a casa, e il pezzo venne inciso in studio in tre take. Originariamente era prevista la presenza nella traccia di Johnny Juice allo scratching, ma Terminator X disse che aveva un'idea e aggiunse il celebre campionamento Rock And Roll, che venne soprannominato The Transformers Scratch (a seguito della credenza che il suono provenisse dai robot del cartone animato Transformers quando si trasformavano). Shocklee si occupò del missaggio finale insieme a Steve Ett e una volta ascoltato il risultato, Chuck D annunciò: «Posso anche morire domani. Perché niente si potrà avvicinare neanche lontanamente a questo pezzo!».
La canzone venne definita un "classico istantaneo" dalla critica musicale e dagli appassionati di musica rap. Shocklee ricorda di avere avuto la certezza che il brano sarebbe stato un successo vedendo la reazione del pubblico ai concerti.

### Campionamenti
- The Grunt dei The J.B.'s
- Funky Drummer e Get Up Offa That Thing di James Brown
- I Don't Know What This World Is Coming To dei The Soul Children
- Rock 'N Roll Dude di Chubb Rock
- Pee-Wee's Dance di Joeski Love
- Rock Music dei Jefferson Starship

## Riferimenti nella cultura popolare
La traccia è stata inserita nella colonna sonora dei videogiochi Thrasher: Skate and Destroy del 1999 e Grand Theft Auto: San Andreas del 2004.